# Koksi
Koksi is een plaats in de Estlandse gemeente Saaremaa, provincie Saaremaa. De plaats heeft de status van dorp (Estisch: küla).
Tot in oktober 2017 behoorde Koksi tot de gemeente Valjala. In die maand werd Valjala bij de fusiegemeente Saaremaa gevoegd.

## Bevolking
Het dorp had 19 inwoners op 31 december 2011 en 20 inwoners op 31 december 2021.

## Geschiedenis
Koksi werd in 1453 voor het eerst genoemd. In de 18e eeuw lag het dorp onder de naam Kokkist op het landgoed Koggul, een kroondomein.
Tussen 1977 en 1997 maakte het buurdorp Väkra deel uit van Koksi.